# Hans Walter Imhoff
Hans Walter Imhoff (* 25. Februar 1886 in Basel; † 19. März 1971 in Riehen) war ein Schweizer Fussballspieler.

## Karriere
Der aus Basel stammende Imhoff war einer der vielen Schweizer Fussballer, die Anfang des 20. Jahrhunderts in Italien spielten und dort wichtige Pionierarbeit für diesen Sport leisteten. Zusammen mit einigen seiner Landsleute – darunter Alfred Bosshard oder Ernst Widmer – bildete er in der Mitte der ersten Dekade der 1900er-Jahre einen wichtigen Teil der Mannschaft des Milan Foot-Ball and Cricket Club.
Im Jahr 1907 war Hans Walter Imhoff Stammspieler und bester Torschütze des Milan-Teams, das unter Trainer Daniele Angeloni die dritte Italienische Meisterschaft der Vereinsgeschichte 
gewann.
Zusammen mit Giampaolo Pazzini, der am 1. September 2012 drei Treffer gegen den FC Bologna erzielte, ist Imhoff bis heute der einzige Milan-Spieler, der drei Tore bei seinem Startelf-Debüt gelangen.
Imhoff starb am 19. März 1971 im Alter von 85 Jahren in Riehen, einem Vorort seiner Heimatstadt Basel.

## Erfolge
- Italienische Meisterschaft: 1907